# Begraafplaats van Givenchy-lès-la-Bassée
De Begraafplaats van Givenchy-lès-la-Bassée is een gemeentelijke begraafplaats in de Franse gemeente Givenchy-lès-la-Bassée in het (departement Pas-de-Calais). De begraafplaats ligt aan de Rue des Bois Blancs op 300 m ten zuidoosten van het dorpscentrum (Église Saint-Martin). Ze heeft een rechthoekig grondplan en wordt omgeven door een haag en een betonnen afsluiting met een tweedelig metalen hek als toegang.

## Britse oorlogsgraven
Op de begraafplaats ligt een perk met 33 Britse (waaronder 14 niet geïdentificeerde) en 1 Russische gesneuvelde uit de Tweede Wereldoorlog. De Britse slachtoffers sneuvelden tijdens de gevechten met het oprukkende Duitse leger in mei en juni 1940. Behalve twee waren alle Britse slachtoffers leden van het Worcestershire Regiment. Het Russische slachtoffer, een zekere Carpov is waarschijnlijk een overleden krijgsgevangene.
De graven worden onderhouden door de Commonwealth War Graves Commission en staan er geregistreerd onder Givenchy-Les-La-Bassee Communal Cemetery.
- soldaat Harry Bebber diende onder het alias Harry Webber bij het Dorsetshire Regiment.